# فدریکو دومینگز
فدریکو دومینگز (انگلیسی: Federico Domínguez؛ زادهٔ ۱۳ اوت ۱۹۷۶) بازیکن سابق فوتبال اهل آرژانتین است که آخرین بار برای تیم اروگوئه‌ای مونته‌ویدئو واندررز بازی کرد.
وی همچنین در تیم‌های ملی فوتبال زیر ۱۷ سال آرژانتین، زیر ۲۰ سال آرژانتین، و آرژانتین بازی کرده‌است.